# Lange Haven
De Lange Haven is een haven met een lengte van ongeveer 550 meter in het centrum van de Zuid-Hollandse plaats Schiedam.
De Lange Haven vormt de verbinding tussen de Schiedamse Schie ter hoogte van de Beursbrug en de Buitenhaven ter hoogte van de Koemarktbrug. Halverwege de Lange Haven ligt de Appelmarktbrug, een gietijzeren ophaalbrug die gebouwd is rond 1860. Wanneer een boot door de haven vaart, wordt deze brug door twee brugwachters met de hand omhoog getrokken. Aan het einde van de Lange Haven ligt de Koemarktbrug. Tussen de Appelmarktbrug en de Koemarktbrug ligt de Taanbrug. Deze is, in 2017, in dezelfde stijl gebouwd als de Appelmarktbrug.
Langs de Lange Haven staan enkele tientallen rijksmonumenten waaronder:
- de Korenbeurs
- het Jenevermuseum (Schiedam)
- de Sint-Jan-de-Doperkerk of Havenkerk
- Gatenburgh, het patriciërshuis aan de Lange Haven 107
- Het koopmanshuis aan de Lange Haven 141
- Het Huis Nolet

Langs de walkanten van de Lange Haven staat een reeks decoratieve ijzeren gaslantaarns, tegenwoordig ingericht voor natriumlicht, die eveneens als 'rijksmonument' gelden. In het water liggen een aantal woonschepen waarvan een aantal eveneens de status Rijksmonument is toebedeeld.

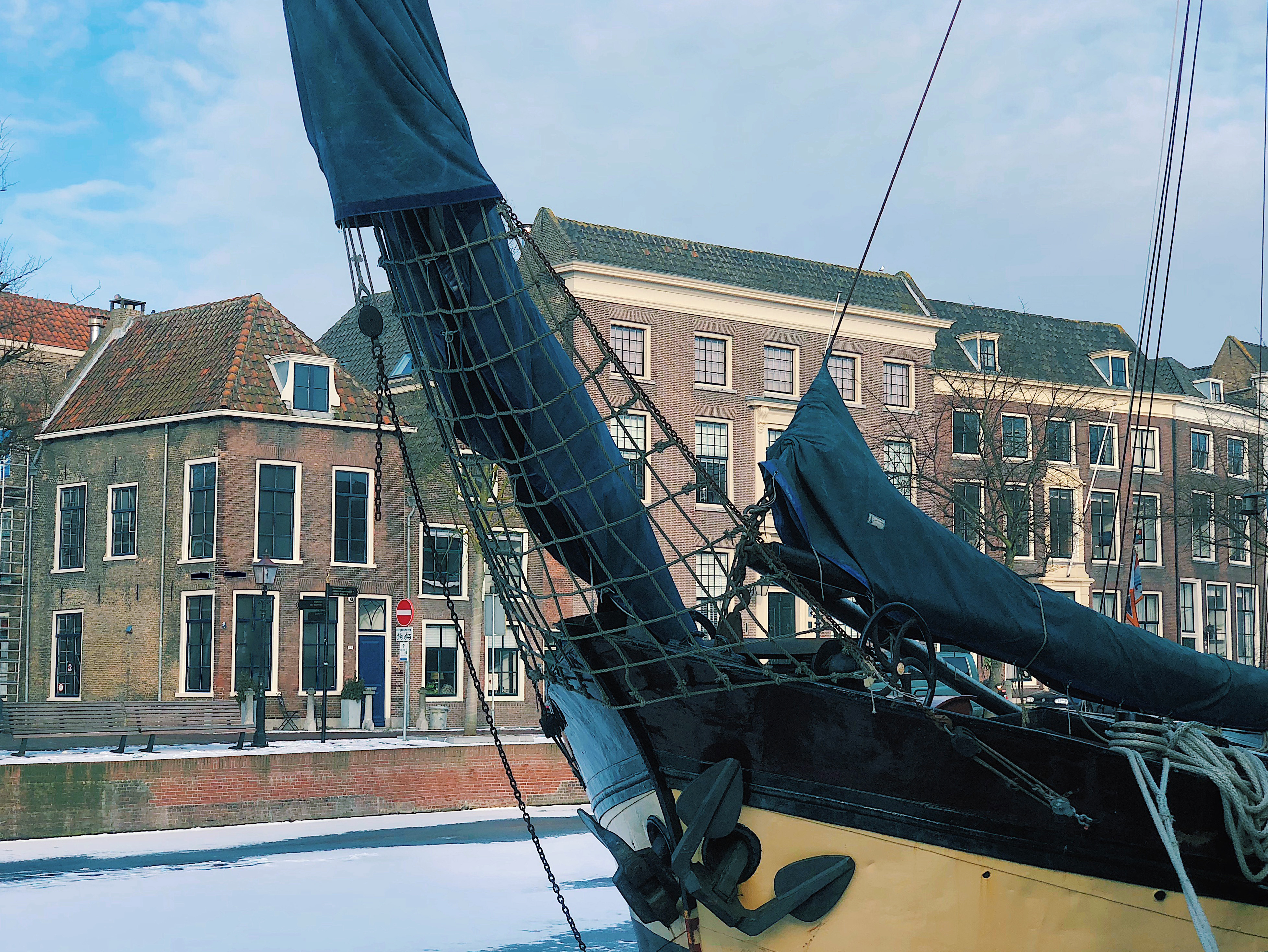
Winteraanzicht 2018 Rijksmonument woonhuis Lange Haven 99

## Herinrichting Lange Haven 2015-2016
In 2015 startte de gemeente Schiedam met het project "Lange Haven Plus", een renovatietraject dat ongeveer anderhalf jaar in beslag nam. 1200 meter (verzakte) kaden werden hersteld en versterkt met in totaal 17.000 meter schroefpalen. Hierdoor was het niet noodzakelijk om de gehele kade te vervangen en behield deze zijn monumentale karakter. Wel werd er lichte modernisering toegepast in samenspraak met omwonenden in onder andere de omlijsting van de bomen, parkeerplaatsen en het opnieuw indelen van het plein aan de Vismarkt. Dit plein was voorheen een grote parkeerplaats en werd nu geschikt gemaakt voor evenementen door middel van een stroompunt en parkeerontzegging voor auto's.
Tevens werd de opstapplaats voor de rondvaartboot verplaatst naar de hoek Lange Haven 99, Vismarkt. Tijdens de feestelijke heropening van de Lange Haven presenteerde burgemeester Cor Lamers tevens de naam voor de nieuwe ophaalbrug ter hoogte van de Taansteeg met de toepasselijke naam de Taanbrug. Deze ophaalbrug is in dezelfde stijl gebouwd als de Appelmarktbrug.

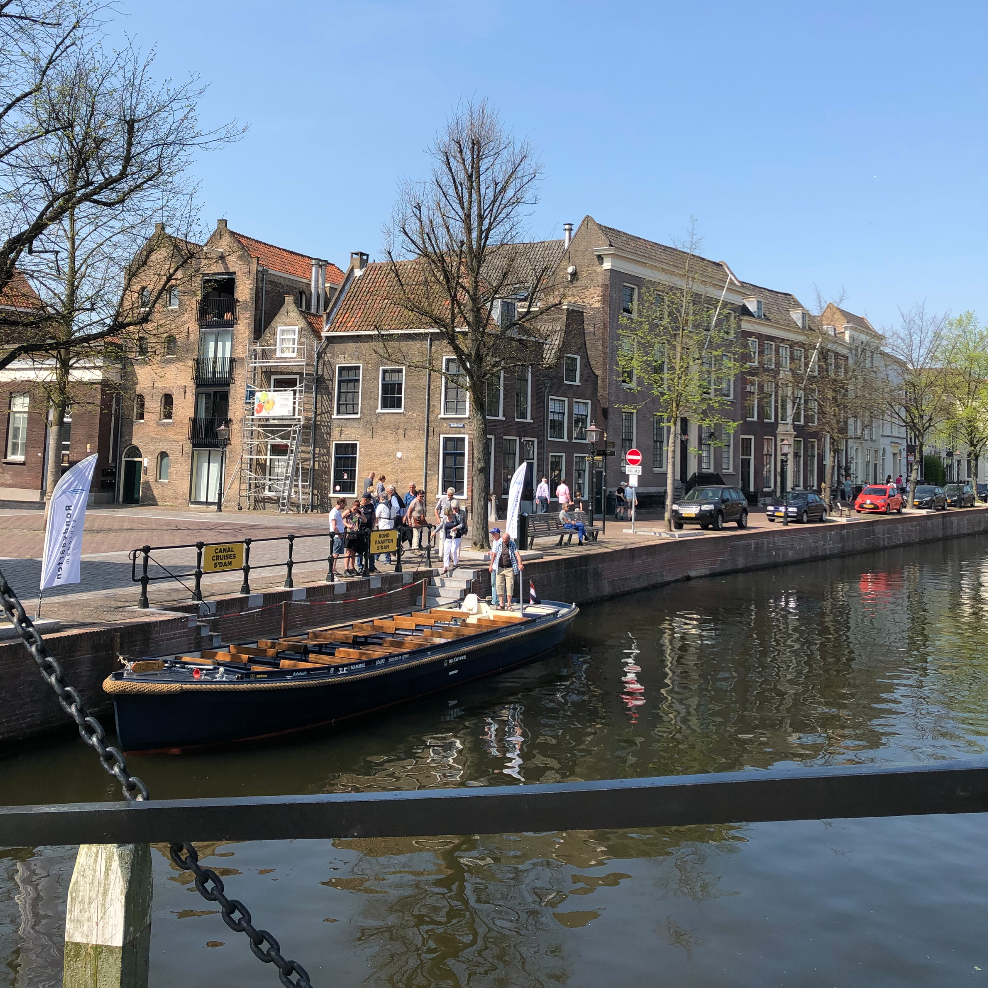
Opstapplaats Fluisterboot Schiedam, Vismarkt-hoek Lange Haven

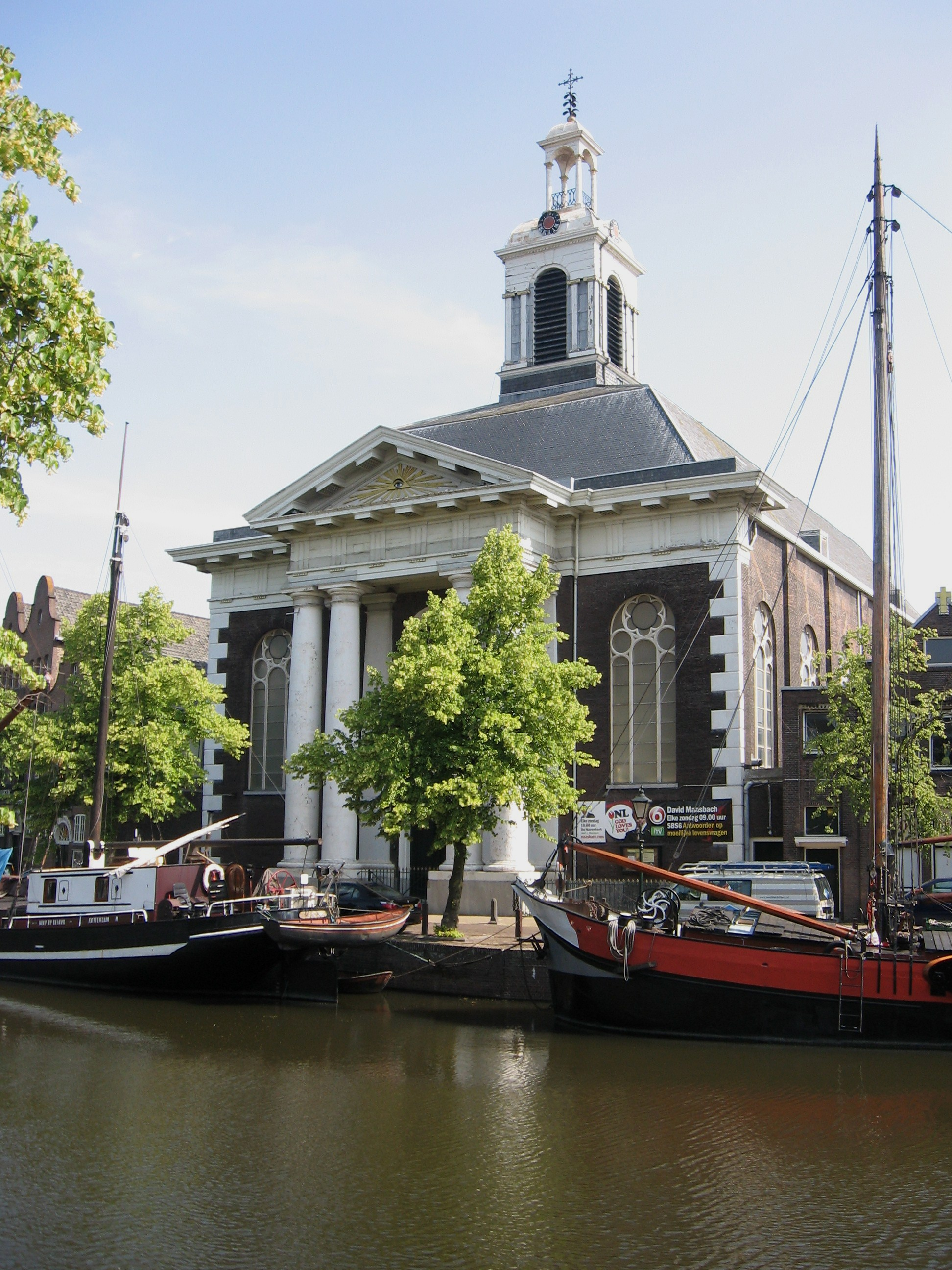
De Havenkerk

## Museumkwartier
In februari 2018 opende Museummolen De Walvisch zijn deuren voor het publiek. Hiervoor was molen De Nieuwe Palmboom in Schiedam de museummolen. Na grootschalige verbouwing is in De Walvisch nu een museum en molenwinkel gevestigd, waar producten als meel en bakkersproducten worden verkocht die worden geproduceerd in Molen De Vrijheid. Het museum is in beheer van het Jenevermuseum (Schiedam). De benaming komt voort uit het nabijgelegen Stedelijk Museum Schiedam en Jenevermuseum (Schiedam), die tezamen met Museummolen De Walvisch het Museumkwartier vormen.

## Bekende bewoners
- Op Lange Haven 134 woonde Francois Haverschmidt (pseudoniem Piet Paaltjens), bekende dominee / dichter uit Schiedam.
- Op Lange Haven 15 woonde en hield Wim de Haan een boksschool, bekend bokser en schrijver van het boek Klappen Genoeg Gehad.

Buitenhaven · Korte Haven · Lange Haven · Nieuwe Haven · Spuihaven · Voorhaven · Vijfsluizerhaven · Wilhelminahaven · Wiltonhaven